# Usiamo la testa
Usiamo la testa (Use You Head) è un saggio pubblicato nel 1974 dallo psicologo britannico Tony Buzan.

## Edizioni
- (EN) Use Your Head: How to unleash the power of your mind, 1974.